# Малые Тайцы
Ма́лые Та́йцы (фин. Pieni Taitsa) — деревня в Гатчинском муниципальном округе Ленинградской области.

## История
На карте Санкт-Петербургской губернии 1792 года А. М. Вильбрехта обозначена как деревня Малая Таицкая.
На «Топографической карте окрестностей Санкт-Петербурга» Военно-топографического депо Главного штаба 1817 года упоминается как деревня Малое Тефино из 3 дворов.
Деревня Малые Тайцы из 6 дворов упоминается на «Топографической карте окрестностей Санкт-Петербурга» Ф. Ф. Шуберта 1831 года.

МАЛЫЕ ТАЙЦЫ — деревня принадлежит Демидову, гвардии штабс-ротмистру, число жителей по ревизии: 14 м. п., 16 ж. п. (1838 год)

На этнографической карте Санкт-Петербургской губернии П. И. Кёппена 1849 года она обозначена как деревня «Kl. Taitz», расположенная в ареале расселения савакотов. В пояснительном тексте к этнографической карте она записана как деревня Klein Taiz (Малые Тайцы), финское население которой по состоянию на 1848 год составляли савакоты — 38 м. п., 26 ж. п., всего 64 человека, а также присутствовало русское население, количество которого не указано.

ТАЙЦЫ МАЛЫЕ — деревня генерал-майора Демидова, по просёлочной дороге, число дворов — 6, число душ — 17 м. п.
(1856 год)

Согласно «Топографической карте частей Санкт-Петербургской и Выборгской губерний» в 1860 году деревня Малые Таицы состояла из 7 дворов.

МАЛЫЕ ТАИЦЫ — деревня владельческая при колодце, число дворов — 7, число жителей: 15 м. п., 16 ж. п. (1862 год)

В 1874—1875 годах временнообязанные крестьяне деревни выкупили свои земельные наделы у Удельного ведомства и стали собственниками земли.
В 1879 году деревня Малые Таицы насчитывала 6 дворов.

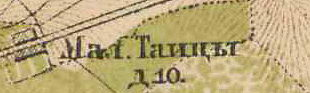
План деревни Малые Тайцы. 1885 год

В 1885 году в деревне Малые Таицы было 10 дворов.
В конце XIX — начале XX века деревня административно относилась к Староскворицкой волости 3-го стана Царскосельского уезда Санкт-Петербургской губернии.
К 1913 году количество дворов увеличилось до 12.
Согласно данным переписи населения СССР 1926 года в деревне Малые Тайцы Таицкого сельсовета Староскворицкой волости Троцкого уезда проживали 57 человек, большинство финны, а также три русских семьи.

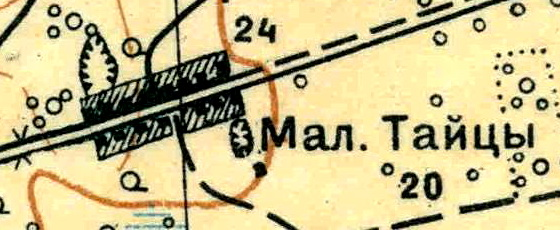
План деревни Малые Тайцы. 1931 год

Согласно топографической карте 1931 года деревня насчитывала 20 дворов.
По административным данным 1933 года населённый пункт назывался выселок Малые Тайцы и входил в состав Таицкого сельсовета Красногвардейского района.
По данным 1966 и 1973 годов деревня Малые Тайцы входила в состав Большетаицкого сельсовета.
По данным 1990 года деревня Малые Тайцы находилась в административном подчинении Таицкого поселкового совета.
В 1997 году в деревне проживали 12 человек, в 2002 году — 16 человек (русские — 82%), в 2007 году — 11.

## География
Деревня расположена в северной части района в 2,5 км к юго-западу от станции Тайцы.
Расстояние до административного центра поселения, посёлка городского типа Тайцы — 3 км.

## Демография
| 1862 | 2007 | 2010 | 2017 |
| ---- | ---- | ---- | ---- |
| 31   | ↘11  | →11  | ↗23  |

### Национальный состав
Согласно данным Всероссийской переписи населения 2021 года в деревне проживали 42 человека, все русские.

## Улицы
Луговая.